# Impatiens stenantha
Impatiens stenantha är en balsaminväxtart som beskrevs av Joseph Dalton Hooker. Impatiens stenantha ingår i släktet balsaminer, och familjen balsaminväxter. Inga underarter finns listade i Catalogue of Life.

## Bildgalleri

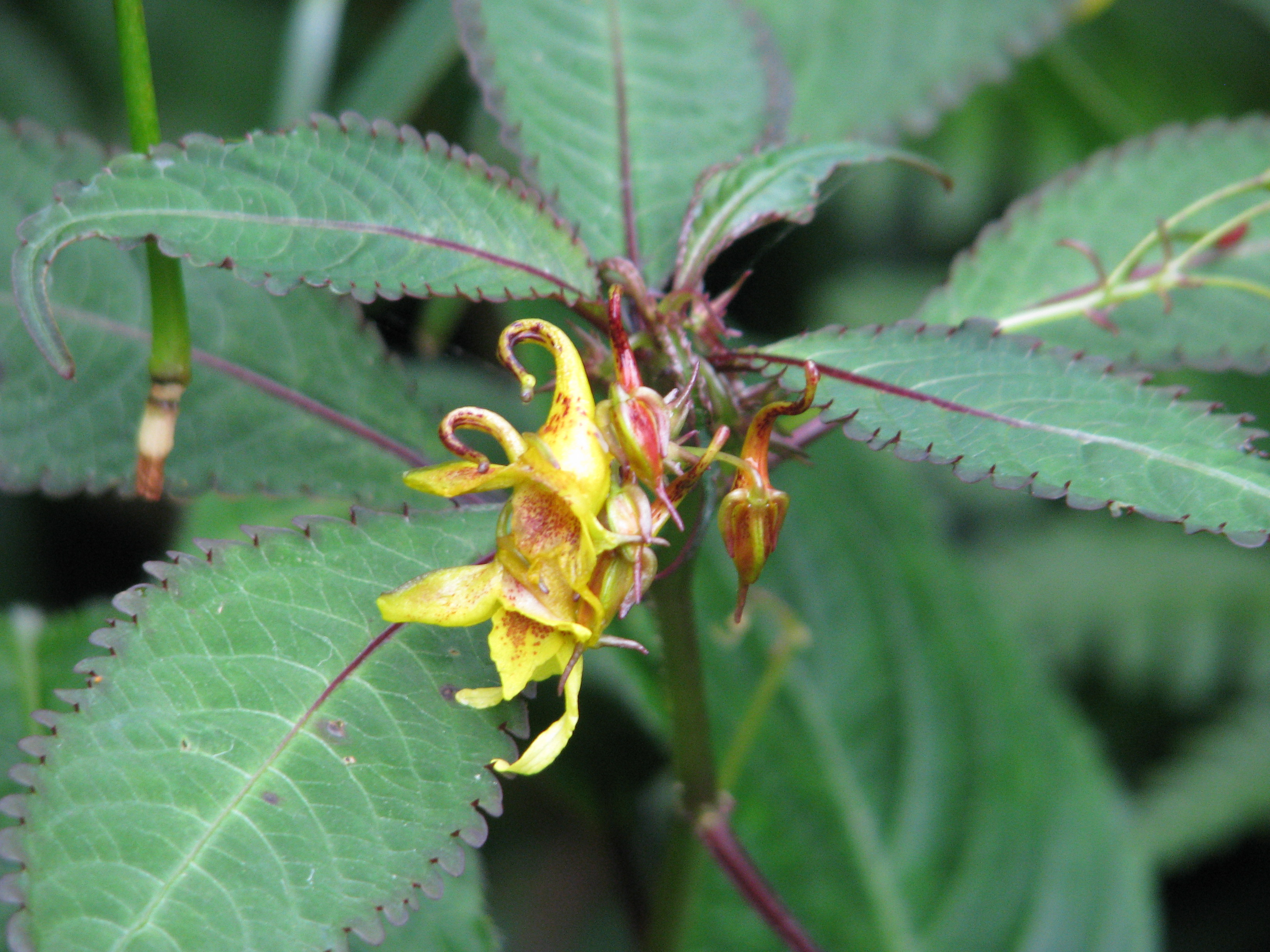